# 袁安
袁安（60年前—92年4月9日），字邵公，汝南郡汝阳县（今河南省商水县）人，东汉初期政治家。少传祖父袁良学，习《孟氏易》。後獲舉孝廉，先後任河南尹等職，最終官至司徒，並在和帝時期與專權的外戚竇氏抗衡。其後代於東漢一朝亦十分顯赫，多人擔任三公。

## 生平
袁安為人嚴肅穩重，亦有威嚴，而且承傳祖父對《孟氏易》的學問研究，因而獲州人敬重。最初任汝陽縣功曹，永平三年（60年）二月庚午以孝廉除郎中，四年十一月庚午除给事谒者，五年正月迁任东海郡陰平縣長，十年二月辛巳迁东平郡任城縣令，任內受官吏和人民敬畏和愛戴。

### 賢獲重名
永平十二年（69年），楚王劉英謀反事敗，朝廷下令審察楚郡。十二月丙辰袁安獲三府以能處理繁雜困難事務為由舉薦，出任楚郡太守。袁安上任時，郡內因劉英謀叛一事而誅連下獄的人多達數千人，因漢明帝十分憤怒，官吏審查時亦十分急，很多人即使是無辜亦因受不住嚴刑而認罪，死去的人亦很多。袁安上任後就先到監獄，查到一些沒有明確証據而判罪的人都準備向朝廷上奏表述。下屬知道後都認為這是「阿附反虜」，會與那些人同被定為謀反，叩頭諫止袁安。但袁安則說：「如果做錯了，我身為太守自當承擔責任，不會牽連你們。」於是上奏。明帝見後感悟，下詔准許，於是有四百多戶人獲免罪。十七年（74年）八月庚申袁安升任河南尹，為政嚴明，在任十年間洛陽安定平穩，袁安亦因此名重朝廷。

### 決撫外族
章帝建初八年（83年）六月丙申，袁安升任太僕。元和二年（85年），武威太守孟雲上書，說東漢既與北匈奴和親，但南匈奴仍進攻北匈奴，令北匈奴認為是東漢朝廷欺騙自己，打算侵邊。建議朝廷送還其俘虜，以作安撫。當時百官多數認為匈奴狡詐，貪得無厭，一旦獲送還俘虜就會妄自誇大，因此反對孟雲建議；但袁安則以北匈奴不但派使者來和親，亦送還俘虜，正顯示他們不是違背和約，而更彰顯其畏威。而且孟雲作為邊將不應失信於外族，送還俘虜令邊境安定，亦顯得漢朝的寛容。當時司徒桓虞贊同，太尉鄭弘和司空第五倫大力反對，鄭弘更說：「所有說應該送還俘虜的都是不忠！」刺激桓虞，但遭桓虞當眾指責。最終漢章帝都聽從袁安的意見。
元和三年（86年）五月丙子，袁安升任司空。四年（87年）六月己卯升任司徒。

### 不畏強權
89年，章帝死，漢和帝即位，竇太后臨朝，竇太后哥哥車騎將軍竇憲北征匈奴，三公九卿都以匈奴沒有進侵而勞師動眾為由上書諫止，但上書多次都沒回音，太尉宋由害怕，不再聯署上書，其他官員亦不再上書，但袁安與司空任隗堅持，更多次諫爭。竇憲最終都成功出征，而其他人都覺得袁安會有危機，但袁安舉止自若。
同時，竇憲弟衛尉竇篤和執金吾竇景恃著外戚身份專權，公然於洛陽命人掠奪他人財物；另竇景更擅自使用乘驛命邊郡尋找精銳騎兵和精於騎射的人，令漁陽、雁門和上谷三郡都將要應命。朝廷中人都畏懼竇氏，不敢指出其罪行，袁安於是彈劾竇景擅自調動邊境兵士，又彈劾司隸校尉鄭據和河南尹蔡嵩攀附外戚，不盡臣節，要求免官問罪。但袁安上奏後都沒回音，竇氏後更在各大城和郡樹立親黨，賄賂成風，其餘州郡亦望風跟隨。袁安和任隗又彈劾一眾官員，因此牽連而遭貶官甚至免官的人多達四十多人，於是令竇氏十分憎恨袁安和任隗，但因二人向來品行高潔，竇氏都沒有加害二人。
永元三年（91年），竇憲因已多次大敗北匈奴，於是乘北匈奴國力衰弱而領兵要滅掉北匈奴，最終北匈奴單于向烏孫逃亡，不知所終。竇憲因而打算結恩於匈奴，於是上奏要立投降的左鹿蠡王阿柊為北匈奴單于，又要模仿對南匈奴汗國般設立中郎將領護。當時太尉宋由等人認為可行，但袁安認為當日漢光武帝讓匈奴分裂是權宜的計策，以安定國家並讓南匈奴汗國屏衛東漢。建議應該讓南匈奴單于統一匈奴，招降餘眾；反對立阿柊為新單于。袁安後和竇憲互相詰難，竇憲更恃著其權勢而對袁安人身攻擊，抵毁對方，又以當年漢光武帝殺當時任三公的韓歆和戴涉之事恫嚇袁安，但袁安堅持。竇憲最終都改立另一投降的右鹿蠡王於除鞬為單于。
袁安見和帝幼弱，而外戚擅權，每天朝會進見和談論國家大事時都會顯得感慨悲嘆，甚至流下淚來。袁安亦深得和帝和百官倚重，於是當袁安在永元四年三月癸丑日（92年4月9日）逝世後，朝廷上下都痛惜。同年闰三月庚午葬。

## 性格特徵
- 袁安不但在任三公時敢於對抗竇氏的專橫，在他早年任功曹時，州從事要袁安為他帶信給汝陽縣令，袁安卻說：「這是公事的話自有郵驛，而私事則不是我這功曹可做的。」於是拒絕不肯接受，從事亦恐懼，不再要求。
- 一年下大雪，積雪厚達一丈多，洛陽縣令出行視察，見其他人家都有去除積雪，開路出入謀生的痕跡，亦有行乞的；但到袁安家門時卻發現門前沒有進出的痕跡，於是認為袁安已死，命人除去門前積雪，入內視察。但進屋後見袁安僵直的躺著，仍未死去。問他為何不出門，他就回答：「大雪時人人都飢餓，我不能打擾人。」洛陽縣令認為袁安賢德，於是舉為孝廉。[3]

## 轶事
- 袁安父親死時，袁安母親命他訪尋墓地。袁安在路上遇到三名書生，問他要到哪，袁安於是將事情告訴三人，三人於是指出一個地方，說「葬此地，當世為上公（在這下葬，那麼世代都會當上上公）」。不久三人就沒有影蹤。袁安大感疑惑但都將其父葬於那處，最終其家族，“汝南袁氏”成为东汉著名的世族大家，子孫都地位顯赫，自他起四代都有人當上三公之位，而東漢末年著名軍閥袁紹和袁術亦是袁安之玄孙。

## 袁安碑

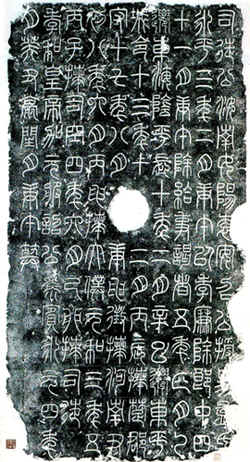
袁安碑

1929年袁安碑出土于河南省偃师县。碑文中所记袁安其人其事，与《後汉书·袁安传》所载基本相同。

## 家族

### 祖
- 袁良

### 子
- 袁賞，一作常。漢和帝從竇氏手中奪回權力後追思袁安守正，任命他為郎。袁著為袁賞之子。
- 袁京，官至侍中、蜀郡太守。
- 袁敞，官至司空。

### 孫
- 袁彭，袁京子，官至光祿勳。
- 袁湯，袁京子，桓帝時先後擔任司空、司徒和太尉。
- 袁盱，袁敞子，官至光祿勳。

## 延伸阅读
[在维基数据编辑]
 《後漢書/卷45》，出自范晔《後漢書》
 《東觀漢記》